# Hans Greger
Hans Greger (* 29. Jänner 1881 in Bratelsbrunn; † 11. September 1964 in Wien) war ein österreichischer Hotelier und Politiker. Greger war verheiratet und von 1934 bis 1938 Abgeordneter zum Burgenländischen Landtag.
Greger wurde als Sohn des Wirtschaftsbesitzers Josef Greger aus Bratelsbrunn geboren. Er besuchte die Volksschule in Bratelsbrunn und die Bürgerschule in Wien. Im Anschluss absolvierte Greger die Lehrerbildungsanstalt in Krems, an der er 1900 die Matura absolvierte. Greger diente in der Folge zwischen 1900 und 1901 als Einjährig-Freiwilliger und war im Anschluss bis 1906 Berufsoffizier beim K.u.k. Infanterie-Regiment Hoch- und Deutschmeister Nr. 4. 1906 trat er in den Beamtenstand ein und wurde Beamter der Generaldirektion der Südbahngesellschaft. Zwischen 1914 und 1918 leistete er seinen Kriegsdienst ab, danach war er von 1918 bis 1920 Beamter der Österreichischen Staatsbahnen. Greger war ab dem 29. April 1925 Hotelier in Eisenstadt und betrieb das Hotel „Weiße Rose“. Er wurde 1937 zum Kammerrat ernannt.
Greger war 1938 Vizepräsident der Landeshandelskammer für das Burgenland und 1938. Er war vom 11. November 1934 bis zum 12. März 1938 Mitglied des Ständischen Landtags im Burgenland und vertrat den Stand des „Gewerbes“.